# Браспар
Браспа́р (фр. Brasparts) — муниципалитет во Франции, в регионе Бретань, департамент Финистер. Население — 1 033 человека (2016).
Муниципалитет расположен в 470 км к западу от Парижа, 170 км к западу от Ренна, 36 км к северу от Кемпера.

## Экономика
В 2007 году среди 616 человек в трудоспособном возрасте (15-64 лет) 438 были активные, 178 — неактивные (показатель активности 71,1 %, в 1999 году было 72,1 %). Из 438 активных работало 399 человек (224 мужчины и 175 женщин), безработных было 39 (24 мужчины и 15 женщин). Среди 178 неактивных 44 человека были учениками или студентами, 79 — пенсионерами, 55 были неактивными по другим причинам.
В 2008 году в муниципалитете числилось 472 налогооблагаемых домохозяйств в которых проживали 1005,5 лица, медиана доходов выносила 14 839 евро на одного потребителя.